# Casa Chi
Casa Chi è un talk show italiano che ha debuttato nel 2017 sulla web rete 361tv, con la conduzione di Alfonso Signorini, in diretta tre volte a settimana.

## Programma
Casa Signorini va in onda tre volte alla settimana: il lunedì, il mercoledì e il venerdì.
Il programma è strutturato con un cast di opinionisti fissi a cui si aggiungono ospiti non fissi.
Il padrone di casa è Alfonso Signorini e in ogni puntata affronta vari argomenti: dalle notizie di attualità al gossip, ma anche argomenti riguardanti la sfera socio-culturale. Inoltre, viene dato spazio ai reality, in particolar modo a L'isola dei famosi e al Grande Fratello VIP con approfondimenti, dibattiti ed esclusive.

## Edizioni
| Edizione | Titolo         | Trasmissione      | Trasmissione     | Conduttore        | Rete televisiva |
| Edizione | Titolo         | Inizio            | Fine             | Conduttore        | Rete televisiva |
| -------- | -------------- | ----------------- | ---------------- | ----------------- | --------------- |
| 1a       | Casa Signorini | 11 settembre 2017 | 28 giugno 2018   | Alfonso Signorini |                 |
| 2a       | Casa Signorini | 26 settembre 2018 | 10 dicembre 2018 | Alfonso Signorini |                 |
| 3a       | Casa Chi       | 9 gennaio 2020    | N.D.             | Raffaello Tonon   |                 |
| 4a       | Casa Chi       |                   |                  | Rosalinda Cannavò |                 |
| 5a       | Casa Chi       |                   |                  | Sophie Codegoni   |                 |
| 6ª       | Casa Chi       |                   |                  | Sophie Codegoni   |                 |

### Prima edizione
La prima edizione è andata in onda dall'11 settembre 2017 al 28 giugno 2018. Oltre alla cronaca rosa in generale, si è dato ampio spazio ai reality show in onda su Canale 5: il Grande Fratello VIP e L'isola dei famosi. Gli opinionisti fissi della prima edizione sono stati: Maddy Sprint, Aristide Malnati, Éva Henger, Mercédesz Henger, Massimiliano Caroletti, Cecilia Capriotti, Carmen Di Pietro, Sarah Altobello, Jeremias Rodríguez, Desirée Popper, Valentina Vignali, Elenoire Casalegno, Veronica Angeloni, Ignazio Moser, Paola Di Benedetto, Filippo Nardi, Giulia Latini, Cecilia Rodríguez, Valeria Marini e Giulia Calcaterra.

### Seconda edizione
La seconda edizione è andata in onda dal 26 settembre al 10 dicembre 2018. Si dà spazio al reality show Grande Fratello VIP e si parla di cronaca rosa. Gli opinionisti fissi sono stati: Maddy Sprint, Marco Ferri, Aristide Malnati, Jeremias Rodríguez, Cecilia Capriotti, Enrico Silvestrin, Deianira Marzano, Valerio Merola, Carmen Di Pietro, Daniela Del Secco D'Aragona, Ludovica Valli, Cecilia Rodríguez, Ignazio Moser e Paola Di Benedetto.

### Terza edizione
Dal 9 gennaio 2020 il programma viene rinominato in Casa Chi. Come nelle passate edizioni, si dà spazio al Grande Fratello VIP. Data l'assenza di Alfonso Signorini, impegnato con il reality, questa edizione è condotta da Raffaello Tonon, in collegamento con divertenti esterne (e anche in casa) Luca Onestini e Ivana Mrázová.
Tantissimi sono gli ospiti che interagiscono dal divano, mentre tra i fissi: Patrizia Groppelli.
L'inviata di questa edizione è Maddy Sprint.

### Quarta edizione
La quarta edizione va in onda a partire dal Settembre 2021 e termina nel Giugno 2022 ed ha avuto come conduttrice Rosalinda Cannavò

### Quinta edizione
La quinta edizione (2022/2023) è condotta da Sophie Codegoni.